# فرناندو پیروتئو
فرناندو پیروتئو (انگلیسی: Fernando Peyroteo; ۱۰ مارس ۱۹۱۸ – ۲۸ نوامبر ۱۹۷۸) بازیکن فوتبال اهل پرتغال بود.
از باشگاه‌هایی که در آن بازی کرده‌است می‌توان به باشگاه فوتبال اسپورتینگ پرتغال و باشگاه فوتبال بلننسس اشاره کرد.
وی همچنین در تیم ملی فوتبال پرتغال بازی کرده‌است.